# Montlivault
Montlivault é uma comuna francesa na região administrativa do Centro, no departamento Loir-et-Cher. Estende-se por uma área de 10,74 km². Em 2010 a comuna tinha 1 381 habitantes (densidade: 128,6 hab./km²).